# Mohamed Khalil Jendoubi
Mohamed Khalil Jendoubi, född 1 juni 2002, är en tunisisk taekwondoutövare. 

## Karriär
I oktober 2018 tog Jendoubi brons i 48 kg-klassen vid ungdoms-OS i Buenos Aires. I augusti 2019 tog han guld i 54 kg-klassen vid afrikanska spelen i Rabat efter att ha besegrat egyptiske Moaz Azat i finalen.
I juni 2021 tog Jendoubi guld i 58 kg-klassen vid afrikanska mästerskapen i Dakar efter att ha besegrat marockanske Omar Lakehal i finalen. Följande månad tog han silver i 58 kg-klassen vid OS i Tokyo efter en finalförlust mot italienske Vito Dell'Aquila. I juli 2022 tog Jendoubi sitt andra guld i 58 kg-klassen vid afrikanska mästerskapen i Kigali efter att ha besegrat Omar Lakehal i finalen. I november 2022 tog han brons i 58 kg-klassen vid VM i Guadalajara. Under 2022 tog Jendoubi även silver i 58 kg-klassen vid samtliga fyra Grand Prix-tävlingar.
I maj 2023 tävlade Jendoubi i 58 kg-klassen vid VM i Baku, där han blev utslagen i kvartsfinalen av sydkoreanske Bae Jun-seo. I november 2023 tog Jendoubi sitt tredje guld i 63 kg-klassen vid afrikanska mästerskapen i Abidjan efter att ha besegrat senegalesiske Bocar Diop i finalen. Under året tog han även guld i 58 kg-klassen vid Grand Prix i Taiyuan och brons i Paris.
I mars 2024 tog Jendoubi guld i 63 kg-klassen vid afrikanska spelen i Accra efter att ha besegrat senegalesiske Bocar Diop i finalen. Vid OS 2024 i Paris tog han brons i 58 kg-klassen. Vid sommaruniversiaden 2025 i Essen tog Jendoubi brons i 63 kg-klassen.